# Enfermedad vesicular porcina
La enfermedad vesicular porcina es una enfermedad infecciosa del cerdo causada por virus ARN monocatenario perteneciente a la familia Picornaviridae, género Enterovirus, que se denomina virus de la enfermedad vesicular porcina, también VEVC (virus de la enfermedad vesicular del cerdo) o SVD por sus siglas en inglés (swine vesicular disease). No afecta a la especie humana.

## Descripción
Únicamente afecta a cerdos, a los que provoca una afección generalmente leve que consiste en la aparición de fiebre y vesículas localizadas principalmente en boca, extremidades y pezones. El contagio se produce por contacto directo entre un animal enfermo y uno sano, los casos se han detectado únicamente en Hong Kong, Japón y algunos países de Europa. Aunque la enfermedad es de carácter leve, es importante conocerla para no confundirla con otras afecciones que presentan manifestaciones parecidas, como la fiebre aftosa, la estomatitis vesicular y el exantema vesicular porcino.